# Nouvron-Vingré
Nouvron-Vingré ist eine französische Gemeinde mit 197 Einwohnern (Stand: 1. Januar 2022) im Département Aisne in der Region Hauts-de-France; sie gehört zum Arrondissement Soissons und zum Kanton Vic-sur-Aisne.

## Geographie
Die Gemeinde Nouvron-Vingré liegt etwa zwölf Kilometer nordwestlich von Soissons an der Grenze zum Département Oise. An der nördlichen Gemeindegrenze verläuft das Flüsschen Hozien. Nachbargemeinden von Nouvron-Vingré sind Morsain im Norden, Tartiers im Osten, Berny-Rivière und Fontenoy im Süden sowie Saint-Christophe-à-Berry im Südwesten.

## Bevölkerungsentwicklung
| Jahr                       | 1962 | 1968 | 1975 | 1982 | 1990 | 1999 | 2006 | 2014 | 2022 |
| Einwohner                  | 219  | 221  | 200  | 200  | 193  | 200  | 211  | 233  | 197  |
| Quellen: Cassini und INSEE |      |      |      |      |      |      |      |      |      |

## Die Märtyrer von Vingré

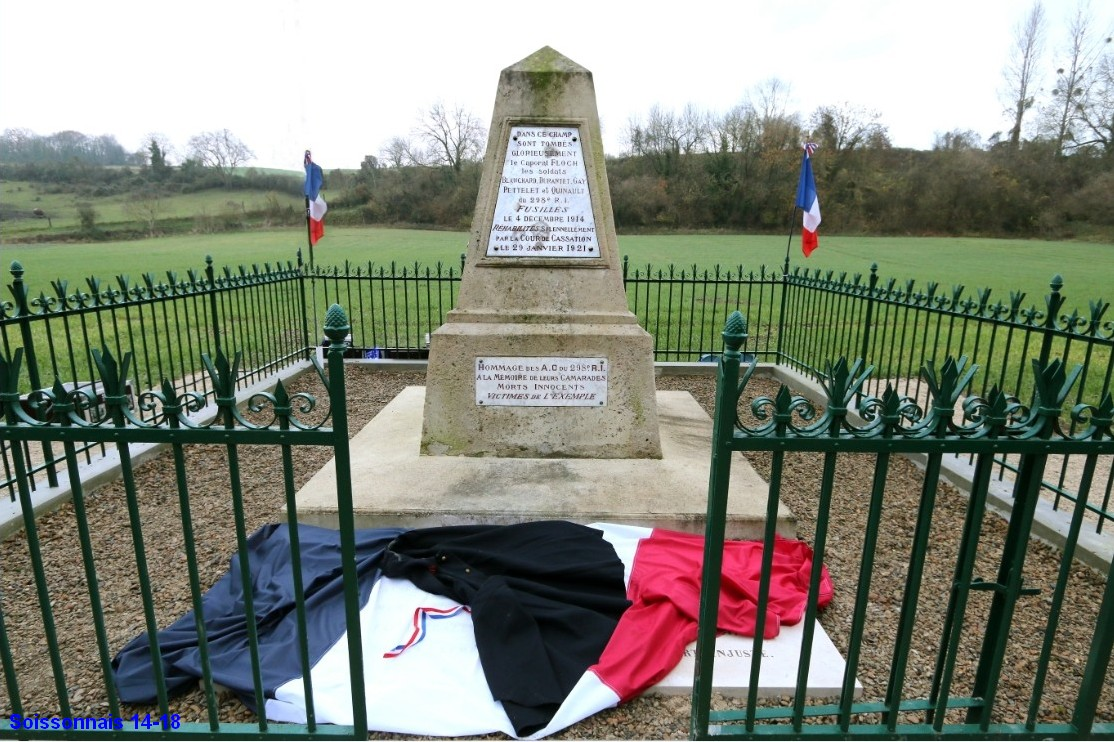
Denkmal der Märtyrer von Vingré

1914 kam es während des Ersten Weltkriegs zu einem Gefecht in Vingré, nach dem die sechs französischen Soldaten Jean Blanchard, Francisque Durantet, Paul Henry Floch, Pierre Gay, Claude Pettelet und Jean Quinaud von einem Militärgericht wegen angeblicher Feigheit zur Abschreckung erschossen wurden. Diese Märtyrer von Vingré wurden 1921 vollständig rehabilitiert. In Vingré wurde daraufhin 1925 ein Denkmal errichtet.

## Sehenswürdigkeiten
- Kirche Sainte-Marie-et-de-l’Assomption
- ehemaliges öffentliches Waschhaus (Lavoir)

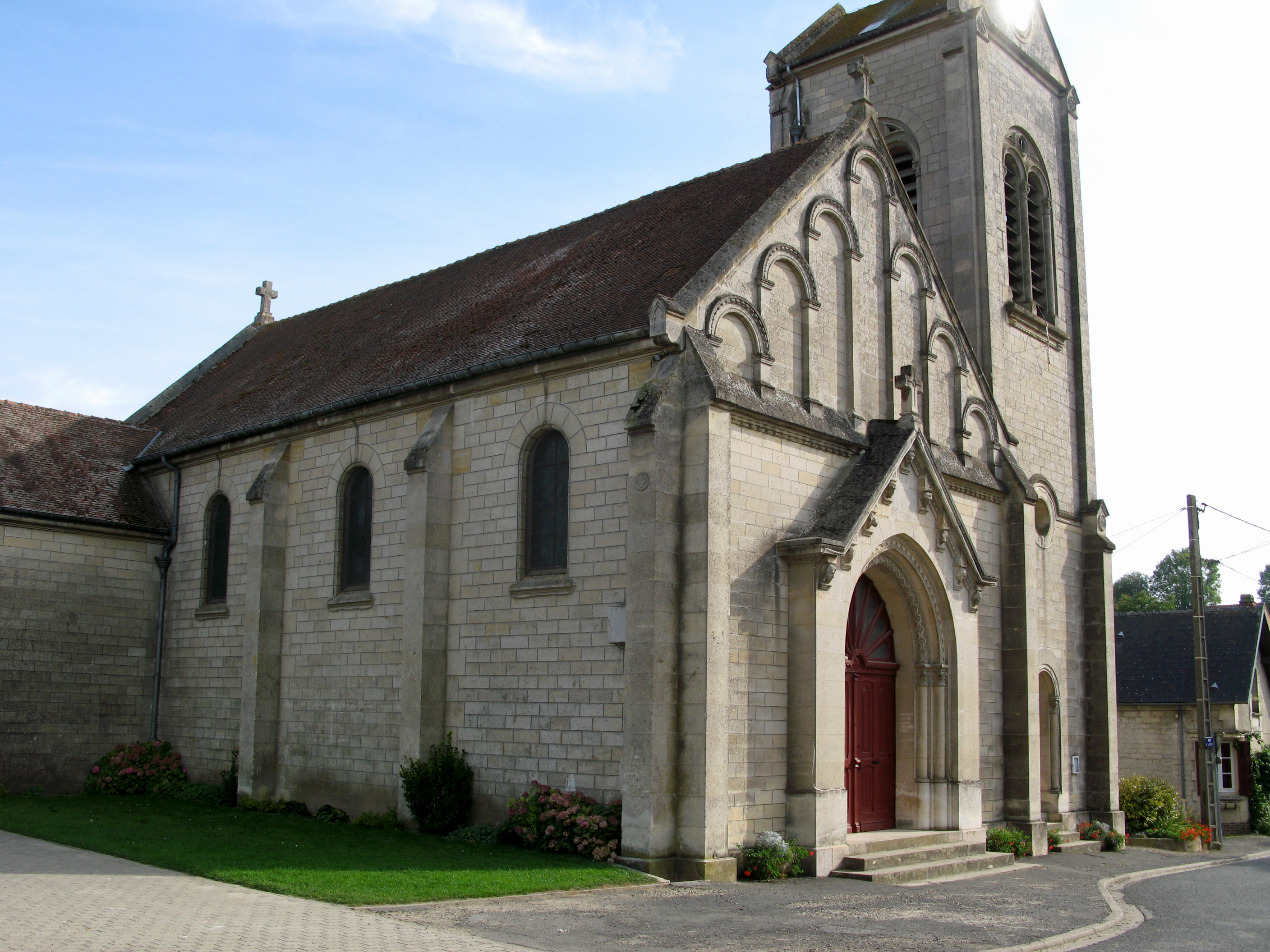
Kirche Sainte-Marie-et-de-l’Assomption